# Амрита Арора
Амрита Арора е индийски филмова актриса, модел, и ТВ водеща.

## Биография и творчество
Амрита Арора e родена на 31 януари 1981 г. в Шембур, Мумбай, Индия.
Сестра и Малаика, актриса, танцьор и ТВ водеща.